# Wests Rugby
Pour les clubs de rugby à XIII également appelés Wests, voir Western Suburbs Magpies et Wests Tigers.
Les West Brisbane Bulldogs, également appelés Wests Rugby, ou simplement Wests, sont un club de rugby à XV australien, situé dans le quartier de Toowong à Brisbane. Il évolue en première division du championnat du Queensland, dont il est le tenant. Ses joueurs sont susceptibles d’être sélectionnés pour les Queensland Reds (Super 14) et pour les Ballymore Tornadoes (Australian Rugby Championship). C’est l’un des meilleurs clubs australiens de ces dernières années. Il possède une section féminine.

## Histoire
Fondé en 1951, Wests intègre la première division du Queensland dès 1955. En 1959, les couleurs bleu et blanc sont abandonnées au profit de maillots bleu, blanc et rouge pour les distinguer de ceux du club de Brothers. En 1961, le club absorbe le Toowong Rugby Club fondé l’année précédente, et en profite pour adopter ses couleurs définitives, un chevron jaune sur un maillot vert.
Wests a l’honneur de disputer le premier match disputé sur le stade de Ballymore, siège de la fédération du Queensland, à l’occasion de son inauguration en 1967. 1969 voit le premier joueur de Wests, Bob Wood sélectionné pour l’Australie à l’occasion d’une tournée en Afrique du Sud. Plusieurs autres suivront dans les années 80, notamment Roger Gould, Stan Pilecki et Tim Lane qui participent à la tournée de 1984 dans les îles Britanniques qui voit les Wallabies remporter tous leurs matches. Troy Coker sera lui champion du monde en 1991, tout comme Chris Latham et Michael Foley en 1999.
Wests remporte ses deux premiers titres du Queensland en 1977 et 1985, avant de connaître une éclipse de plus de 20 ans et d’être à nouveau sacré.

## Palmarès
- Champion du Queensland (25) : 1977, 1985, 2006. Finaliste (19) : 1991, 1998, 1999, 2000.

- Champion d’Australie (1) : 1986.

- En 1986, Wests affronta à Toulouse le Stade toulousain dans un match de prestige pompeusement appelé « championnat du monde des clubs », remporté par les Français 11-6.

## Joueurs célèbres
Une quinzaine de joueurs de Wests ont porté le maillot de l’équipe nationale, les Wallabies.
- Bill Campbell
- Paul Carozza
- Troy Coker
- Michael Foley
- Roger Gould
- Julian Gardner
- Andrew Heath
- Tim Lane
- Chris Latham
- Hugh McMeniman
- John Meadows
- Stan Pilecki
- Matthew Pini
- John Roe
- Brian Smith
- Bob Wood